# گولدشاو
گولدشاو (به آلمانی: Goldschau) یک منطقهٔ مسکونی در آلمان است که در استرفلد واقع شده‌است.
 گولدشاو  ۳۱۷ نفر جمعیت دارد.